# La Toya Jackson
La Toya Yvonne Jackson, född 29 maj 1956 i Gary, Indiana, är en amerikansk sångerska och fotomodell.
La Toya föddes som nummer fem i den berömda syskonskaran Jackson. Hennes bröder Jackie, Tito, Jermaine, Marlon, Michael och Randy ingick i familjebanden The Jackson Five och The Jacksons på 70- och 80-talet, och hennes systrar Rebbie och Janet är även de sångerskor/artister.
Jackson var under en period gift med Jack Gordon. Enligt henne själv slog han och kontrollerade henne, bland annat menar hon att det var han som fick henne att posera för Playboy. Hon skrev även en bok om sin uppväxt i Jackson-familjen, i vilken hon anklagade sin far för att ha utsatt henne och hennes två systrar för sexuella övergrepp och slagit henne och resten av familjen. Bland annat ska hon och hennes syskon vid flera tillfällen väckts av att han bränt deras tår med tändstickor. Han ska även vid upprepade tillfällen hållit vapen emot deras huvuden. Michael sög på tummen, detta tyckte inte pappan om och därför stoppade han Michaels tumme i cayennepeppar och sade att nu kunde han suga på den hur mycket han ville. Utgivningen av boken och hennes utvik i Playboy gjorde hennes relation till övriga familjen väldigt ansträngd, eftersom de förnekade misshandeln och övergreppen samt fördömde hennes utvik.
Hon var med i bakgrunden som sångerska i The Jackson Five som barn och påbörjade senare sin solokarriär 1980 då hon slog igenom med låten If You Feel The Funk'

## Diskografi
- La Toya Jackson (1980, (endast på LP, men släpptes på nytt på CD den 22 maj 2006)
- My Special Love (1981)
- Heart Don't Lie (1984)
- Imagination (1986)
- La Toya (1988) (också kallad You're Gonna Get Rocked)
- Bad Girl (1989) (också kallad Sexual Feeling, He's My Brother, Playboy, Be My Lover)
- No Relations (1991)
- Formidable (1992) (Ett Livealbum på franska från ett uppträdande på Moulin Rouge)
- From Nashville to You (1993) (också kallad My Country Collection)
- Stop In The Name Of Love (1995) (också kallad The Dance Collection)
- Startin' Over (2002)